# نانسي هولت
نانسي هولت (بالإنجليزية: Nancy Holt)‏ هي مصورة وفنانة أمريكية، ولدت في 5 أبريل 1938 في ورسستر في الولايات المتحدة، وتوفيت في 8 فبراير 2014 في نيويورك في الولايات المتحدة.

## وصلات خارجية
- نانسي هولت على موقع الموسوعة البريطانية (الإنجليزية)
- نانسي هولت على موقع قاعدة بيانات الفيلم (الإنجليزية)